# Silicat

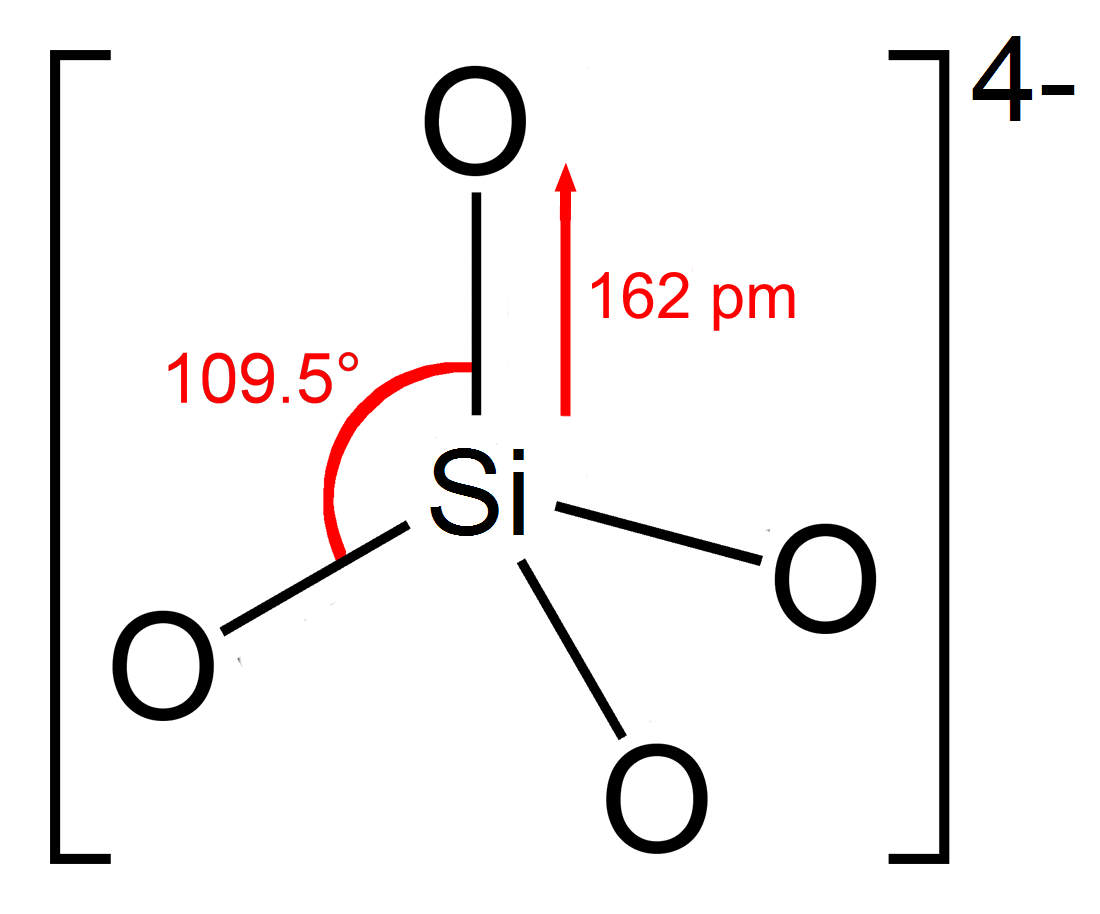
Structura anionului ortosilicat SiO_{4}^{4−}

În chimie, un silicat este un tip de anion care conține în structura sa siliciu și oxigen, având formula generală [SiO(4−2x)−
4−x]
n, unde 0 ≤ x < 2. În clasa silicaților se regăsesc ortosilicații SiO4−
4 (x = 0), metasilicații SiO2−
3 (x = 1) și pirosilicații Si
2O6−
7 (x = 0,5, n = 2). Termenul de silicat este de asemenea folosit pentru a desemna sărurile care conțin acești anioni (vezi și minerale silicați), cât și pentru esterii care conțin o grupă silicat (ortosilicat de tetrametil, spre exemplu).